# Bakermat
Bakermat (ur. 8 października 1991 w Markelo) – holenderski DJ i producent muzyczny.

## Dyskografia

### Single
- 2012: „Zomer”
- 2013: „One Day (Vandaag)”
- 2013: „Uitzicht”
- 2014: „Teach Me”
- 2016: „Games”
- 2016: „Living” (gośc. Alex Clare)
- 2017: „Baby”
- 2017: „Don't Want You Back” (gośc. Kiesza)
- 2019: „Baiána” – platynowa płyta w Polsce[2]
- 2019: „Learn To Lose” (gośc. Alex Clare)